# 樺太炭業珍内軌道
樺太炭業珍内軌道（からふとたんぎょうちんないきどう）とは、かつて樺太恵須取郡珍内町の珍内駅から同珍内炭山駅の間を結んでいた専用鉄道である。

## 路線
- 路線距離：珍内駅 - 珍内炭山駅間：15km
- 軌間：762mm

## 沿革
- 1934年4月：珍内炭鉱開山により運行開始[1]。
- 1945年8月：ソ連軍が南樺太へ侵攻、占領し、駅も含め全線がソ連軍に接収される。
- 1960年代後半：廃止[2]。

## 駅一覧
| 駅名       | 営業キロ | 接続路線 | 所在地 | 所在地   | 所在地 |
| ---------- | -------- | -------- | ------ | -------- | ------ |
| 珍内駅     | 0        |          | 樺太   | 恵須取郡 | 珍内町 |
| 珍内炭山駅 | 15       |          | 樺太   | 恵須取郡 | 珍内町 |